# Maccheroni alla pastora (Calabria)
I maccheroni alla pastora (maccarruni alla pastura in dialetto calabrese) sono un piatto tradizionale calabrese anche diffuso in Basilicata.

## Preparazione
Dopo aver fatto stemperare della ricotta in acqua bollente, mescolarla con il pepe nero macinato. Condire i maccheroni al dente con il sugo, e servire subito. Nelle sue varianti, il piatto può presentare la ricotta affumicata o il ragù di salsiccia.